# Gauthier Hein
Gauthier Hein (Thionville, 7 de agosto de 1996) é um futebolista francês que atua como ponta-direita. Atualmente atua pelo Metz.

## Carreira
Gauthier Hein começou a carreira no Metz.